# Minha Nova Desilusão na Rússia
Minha Nova Desilusão na Rússia (My Further Disillusionment in Russia) é a segunda compilação de artigos escritos pela anarquista Emma Goldman para o jornal New York World publicada no ano de 1924. Também nesta compilação sua autora retrata a decepção frente ao que viu e viveu durante sua passagem pela Rússia dominada pelos bolcheviques.
Esta obra foi precedida de outra compilação de artigos denominada Minha Desilusão na Rússia (My Disillusionment in Russia) publicada no ano anterior, em 1923.